# 社區中心

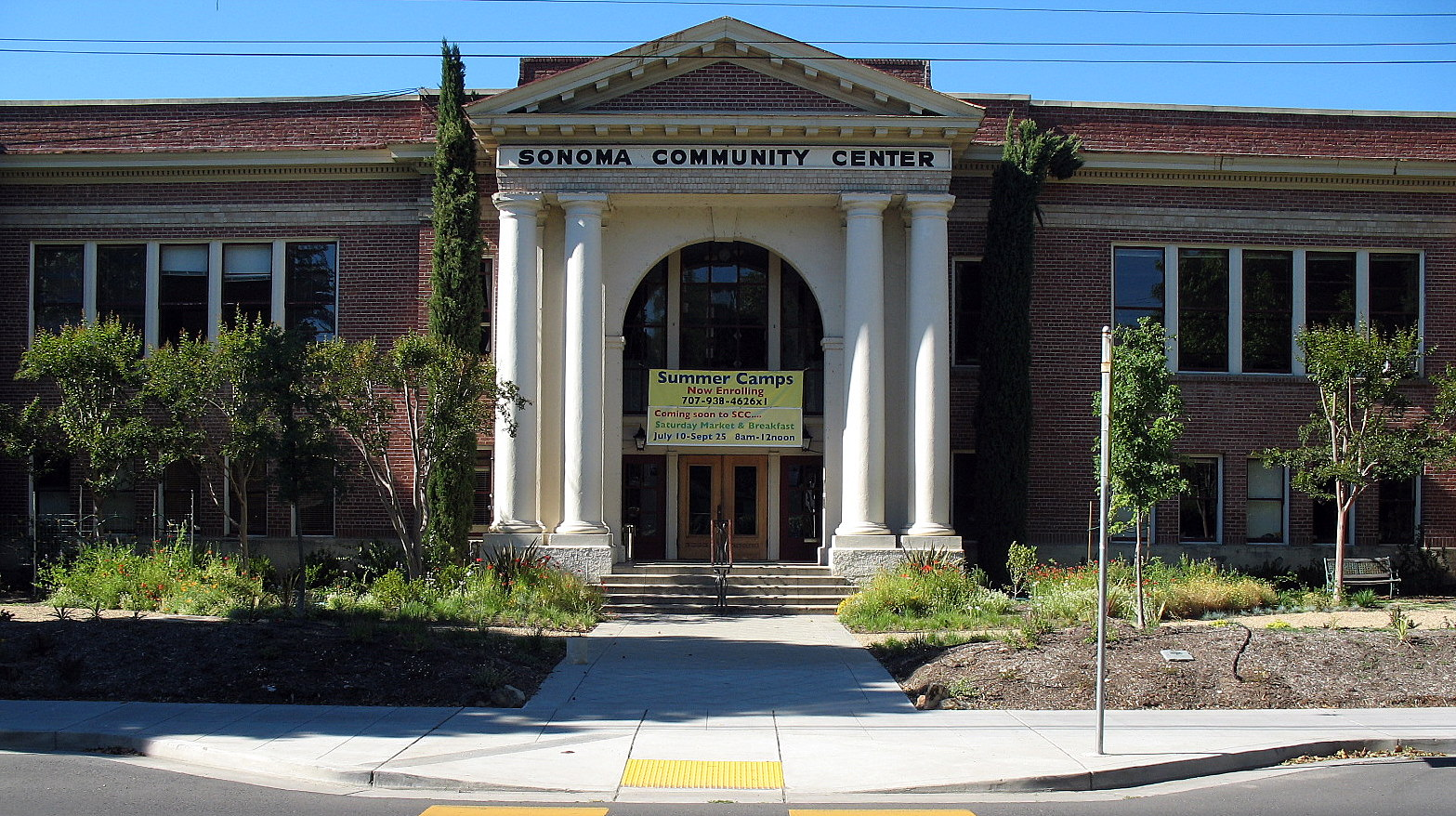
美國加利福尼亞州索諾馬的社區中心

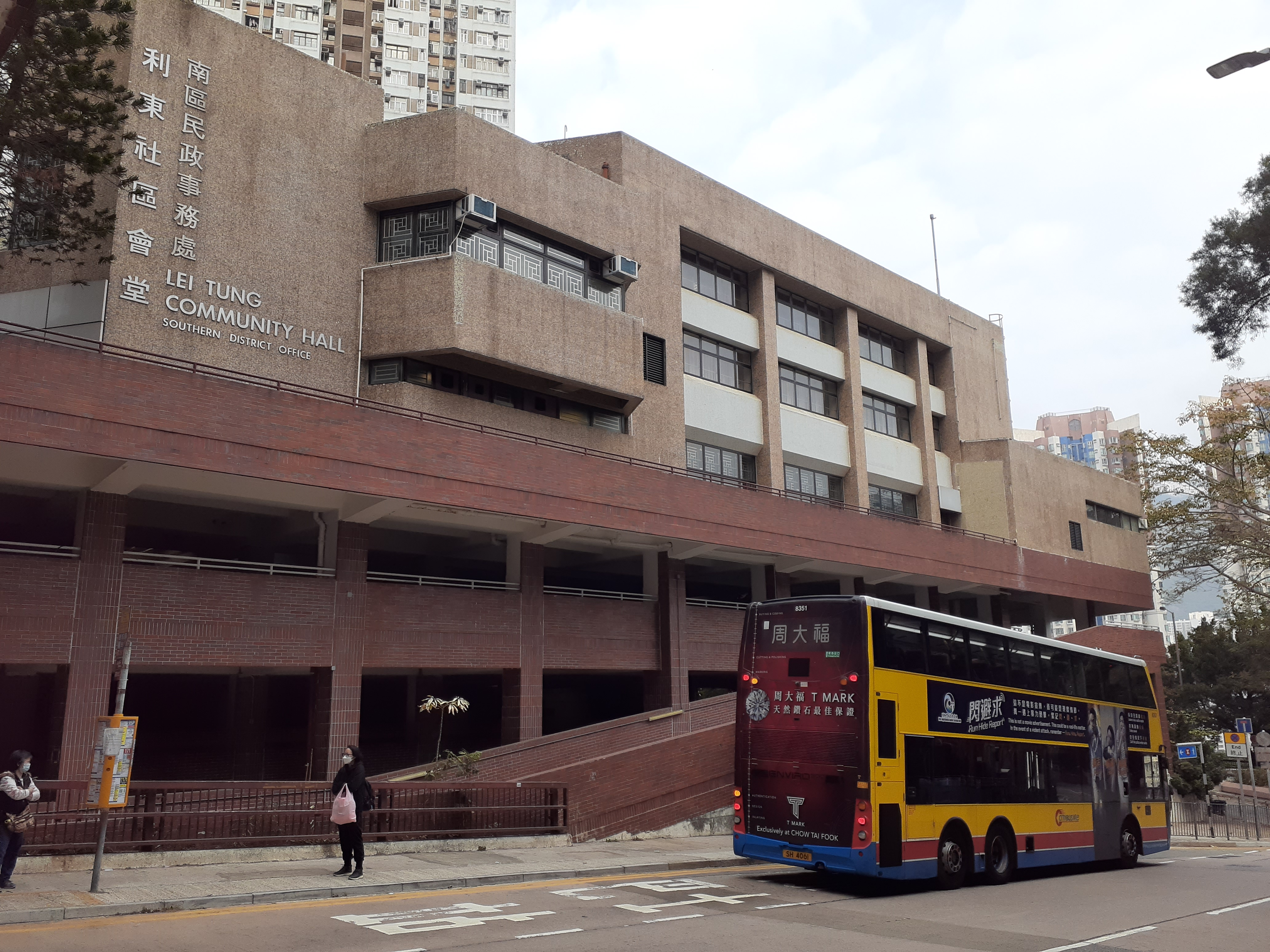
香港鴨脷洲利東邨的社區中心

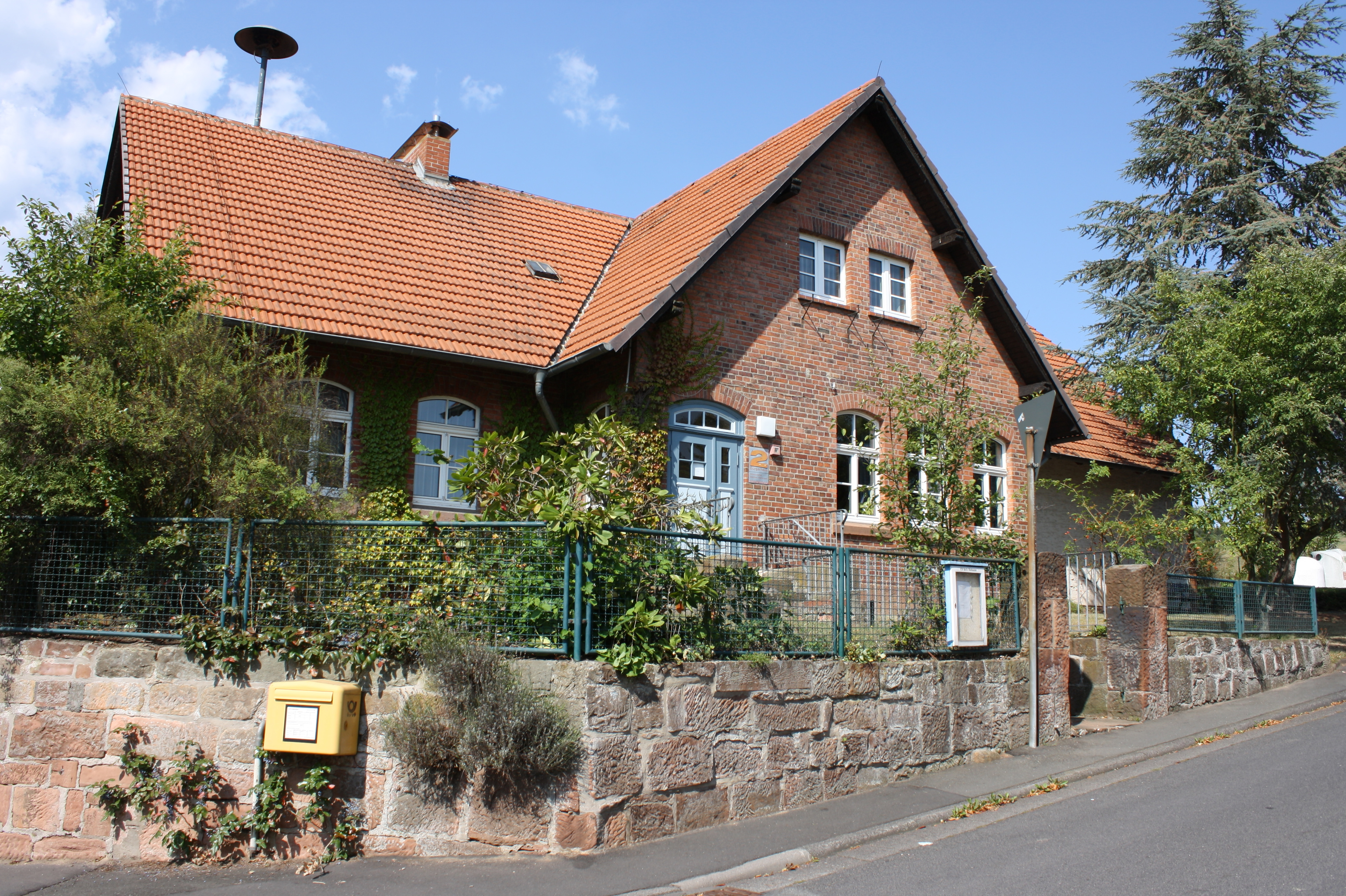
德國馬爾堡的社區中心

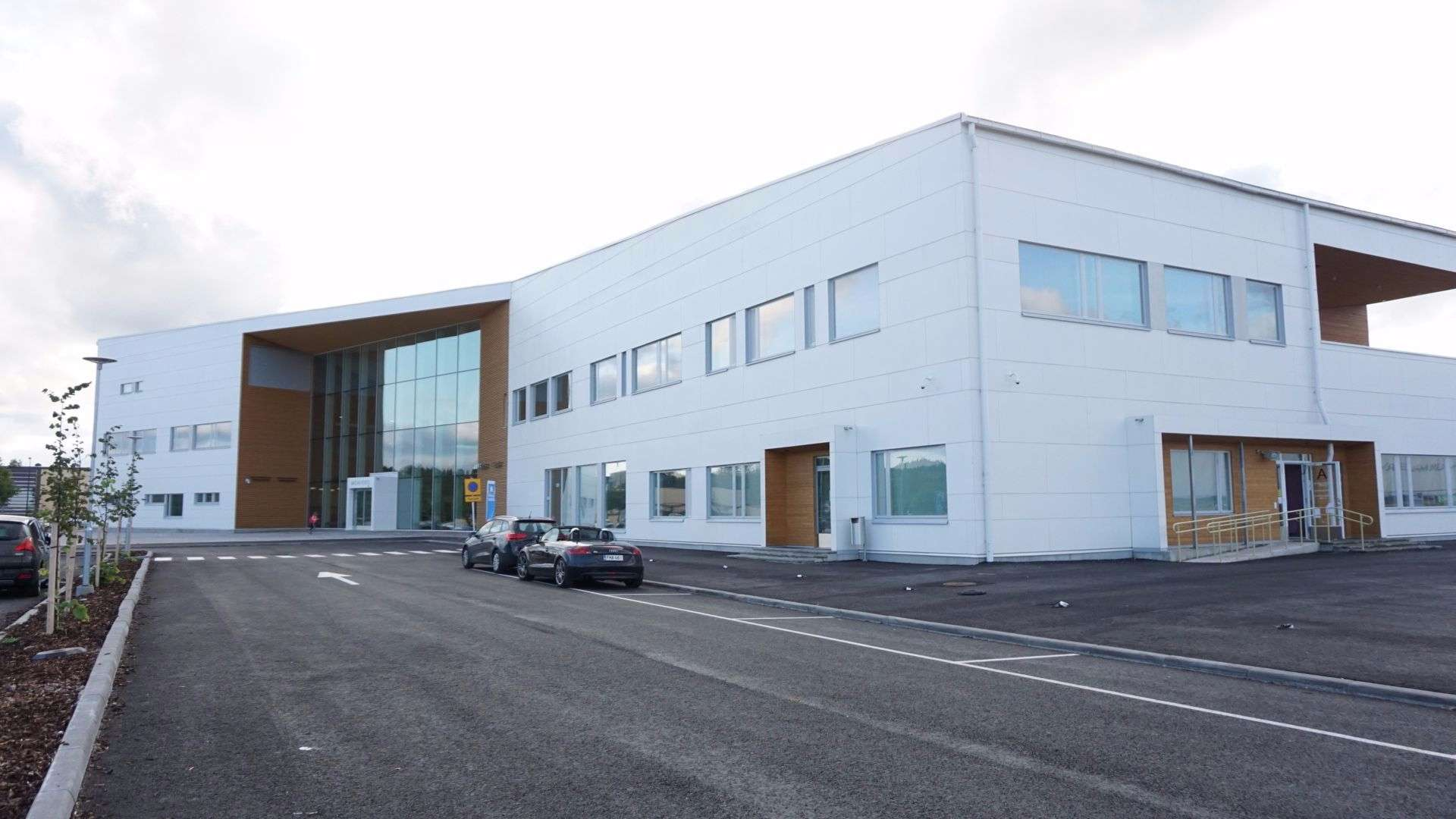
芬兰克劳卡拉的社區中心

社區中心（英語：Community center）為提供社區居民舉行康樂、文化、公益等公共事務的場所。有些社區中心的建築和學校、圖書館、宗教場所、或地方政府辦公室共用。在漢文化地區，廟口廣場常具有相同的功能。

## 各地概況
作為當地地方政府的代表，各地的社區會堂都有其獨特的建築特色。

### 香港
在香港，現時所有社區會堂都由香港政府民政事務總署管理。
在香港1960-1990年代政府建設了不少社區中心，社區中心一般包括了政府福利部門辦事處及其他社會服務機構租用，如青少年中心、自修室、活動室、幼稚園等設施，通常也附設社區會堂（Community hall），2000年代政府主要在公共屋邨（如：觀塘秀茂坪邨的秀茂坪社區會堂）及私人屋苑（如：銅鑼灣禮頓山的禮頓山社區會堂）興建社區會堂，並將社福設施打散，不再集中在社區中心，而是設在部份樓宇底層，讓社區設施更融入社區，而香港大部份的社區會堂，均由私人發展商及房屋署代為興建，落成後交由該區的民政事務署管理。
社區會堂內通常設有一個大禮堂，及活動室，讓居民可以在此舉行大型活動，如各種表演、投票、居民大會等。在比較大型的社區會堂，例如：香港中環的大會堂、英國伯明翰的伯明翰大會堂都設有演奏廳。在歐美的小鎮，社區會堂還包括了功能以外的其他服務，例如：郵遞服務。

### 中華民國（臺灣）
又稱為社區活動中心、村民活動中心、里民活動中心、文化健康站（文健站，主要服務原住民社區）。台灣的社區中心具有多功能用途，平時做為村里長的辦公處，或社區居民聯絡感情的地方，可以租借來舉辦活動，也是許多社會服務的據點；許多社區活動中心為了增加使用率，設有卡拉OK等康樂設施。在選舉期間，社區活動中心多被徵用作為臨時的投開票所。

## 外部連結
- 台灣:台灣社區通網站 （页面存档备份，存于）
- 香港特別行政區政府 民政事務總署 社區會堂/社區中心一覽表  （页面存档备份，存于）